# Fantasia orientale de Gabucci
Fantasia orientale est une œuvre pour clarinette seule du clarinettiste italien Agostino Gabucci composée en 1959. La pièce est écrite pour une clarinette système Full Boehm en si bémol, descendant au mi bémol grave.
Fantasia Orientale se base sur une invention orientale « en alternant des motifs agogiques contrastés à une utilisation astucieuse du chromatisme ».
Étant écrite pour clarinette descendant au mi bémol grave, qui s'avère peu commune, la pièce n'est pas publiée jusqu'à ce jour.

## Enregistrements
Sergio Bosi effectue le premier enregistrement de cette pièce :
- Sergio Bosi, 20th-century italian clarinet solos (Naxos, 2012)[1].